# Umar Komajago
Umar Komajago, également orthographié Konjaago, Komadiaga et de nombreuses autres variantes, est le Kanfari, ou souverain des provinces occidentales, de l'empire Songhaï sous le règne de son frère Askia Mohammad I de 1494 jusqu'à sa mort en 1520.
Chargé par son frère de soumettre la ville rebelle de Dia peu après avoir pris le pouvoir, la victoire d'Omar est si complète qu'il reçoit le titre de « Kumadiagha », ce qui signifie « le conquérant de Diagha [Dia] ». Askia Mohammad crée pour lui la fonction de Kurmina-fari (souvent abrégé en Kanfari). Deux ans plus tard, Umar reconstruit la ville de Tindirma pour en faire sa capitale. Pendant le pèlerinage à La Mecque d'Askia Mohammad, Umar gouverne l'empire en son absence.
En 1512, Umar combat et tue le chef peul Tenguella après une marche de deux mois à travers le désert, amenant le royaume de Diarra dans la sphère d'influence songhaï.
La famille d'Umar devint un pilier de la dynastie Askia, et son fils Mohammad Benkan Kirya règne sous le nom d'Askia de 1531 à 1537.